# Katsuhiko Kondo
Katsuhiko Kondo (japanisch 近藤 勝彦 Kondō Katsuhiko; * 1944) ist ein japanischer Botaniker, der als Professor für Botanik an der Universität Hiroshima arbeitete. Den größten Teil seiner Arbeit verbrachte er mit der Erforschung fleischfressender Pflanzenarten.

## Leben und akademische Karriere
Katsuhiko Kondo wurde 1944 geboren. Nach eigenen Worten wurde er für die Botanik begeistert, als er als Schüler mit seinem Vater in den Sommerferien Pflanzen auf dem blütenreichen Berg Ibuki (Präfektur Shiga und Präfektur Gifu) sammelte. Immer noch als Schüler kaufte sein Vater ihm eine Venusfliegenfalle, wodurch er seine Liebe zu den fleischfressenden Pflanzen entdeckt habe. Er habe sich später zu seinem Studium in den USA vor allem deshalb entschlossen, um in der Heimat dieser Pflanze weiter zu arbeiten.
Nach einem Abschluss an der Landwirtschaftsuniversität Tokio 1968 wurde er 1975 an der University of North Carolina at Chapel Hill promoviert. Im März 1976 trat er eine Stelle als Lecturer an der University of Maryland, College Park an, wechselte aber schon im Oktober desselben Jahres als wissenschaftlicher Mitarbeiter an die Faculty of Integrated Arts and Science der Universität Hiroshima. Im November 1979 wurde er dort Lecturer, 1982 Associate Professor und 1989 (full) Professor. 2000 übernahm er zusätzlich die Position des Direktors am Laboratory of Plant Chromosome and Gene Stock, einer Forschungseinrichtung zur ex situ-Erhaltung von Pflanzenarten und -sorten. Für ein von ihm dort entwickeltes Verfahren zur Kryokonservierung von Orchideenarten wurde er beim Nagoya International Orchid Congress 1997 geehrt.
Wichtige wissenschaftliche Erkenntnisse lieferte er schon früh, indem er die Karyotypen verschiedener fleischfressender Pflanzengattungen untersuchte. Die meisten seiner Arbeiten entfielen auf die folgenden Gattungen: Drosera, Pinguicula, Utricularia und Aldrovanda. Ein Schwerpunkt seiner Forschungen lag bei der Gattung Drosera, deren besonders strukturierten (polyzentrischen) Chromosomen er mehrere Arbeiten widmete. Er ist Erstbeschreiber einer Reihe von Drosera-Arten, darunter Drosera petiolaris, Drosera falconeri, Drosera lanata.

## Ehrungen
- Pinguicula kondoi nach ihm benannt
- Preisträger des ICPS Lifetime Achievement Award 2024